# معضلة ويرينغ
في نظرية الأعداد، معضلة ويرينغ (بالإنجليزية: Waring's problem)‏ هي معضلة تطرح السؤال التالي:
هل لكل عدد طبيعي k، عدد صحيح موجب s يقابله حيث كل عدد طبيعي هو مجموع على الأكثر s قوةً من الدرجة k لأعداد طبيعية ما. على سبيل المثال، كل عدد طبيعي هو مجموع أربع مربعات على الأكثر، وهو مجموع تسع مكعبات على الأكثر، وهو مجموع ستة عشر عددا مرفوعين إلى القوة الرابعة على الأكثر.
وضعت هذه المعضلة عام 1770 من طرف إدوارد ويرينغ. أجاب ديفيد هيلبرت عن هذا السؤال في عام 1909 ايجابا فيما يعرف حاليا باسم مبرهنة هيلبرت-ويرينغ.